# Aéroport de Saint-Pierre Point-Blanche
De luchthaven Saint-Pierre Point-Blance (Frans: Aéroport de Saint-Pierre Point-Blanche) is samen met het vliegveld van Miquelon, de enige luchthaven van het Franse overzeese gebied Saint-Pierre en Miquelon. De luchtvaartmaatschappij die de vluchten bewerkstelligt, is Air Saint-Pierre.
De luchthaven heeft onder meer een vaste verbinding met de Newfoundlandse plaatsen St. John's en Stephenville.